# Tannermühle
Tannermühle ist ein Ortsteil der Stadt Oberviechtach im Oberpfälzer Landkreis Schwandorf in Bayern.

## Geographische Lage
Die Einöde Tannermühle liegt am Ufer der Murach, die hier, nachdem sie Oberlangau und Mitterlangau in nord-Süd-Richtung durchflossen hat, einen sanften Bogen nach Osten macht. Östlich von Tannermühle erhebt sich ein ausgedehntes Waldgebiet – der Schwander Berg und der Tannenwald – bis auf 728 m Höhe. An diesen dicht bewaldeten, teilweise sumpfigen Hängen entspringen zahlreiche Quellen, die als kleine Bäche
der Murach zufließen. Westlich von Tannermühle öffnet sich die Landschaft etwas in das Gebiet von Unterlangau, Pullenried und Wildeppenried.

## Geschichte
Zum Stichtag 23. März 1913 (Osterfest) wurde Tannermühle als Teil der Pfarrei Pullenried mit einem Haus und 4 Einwohnern aufgeführt.
Am 31. Dezember 1969 hatte die Gemeinde Langau 397 Einwohner.
Zu ihr gehörten neben Ober-, Mitter- und Unterlangau noch 
Pirk, Tannermühle, Brandhäuser, Gütting, Waldhäusl und Bockhaus.
Am 31. Dezember 1990 hatte Tannermühle 6 Einwohner und gehörte zur Pfarrei Pullenried und zur Gemeinde Oberviechtach.